# Ken Games
Ken Games fue inicialmente una trilogía de historietas de género negro creada por los españoles José Robledo, al guion y Marcial Toledano, al dibujo, para la editorial francesa Dargaud, entre 2009 y 2010. Su título, así como el de sus álbumes, y el nombre de sus protagonistas, hace referencia al juego de piedra, papel y tijera (Pierre, Feuille  y Ciseaux en francés).  Cada uno de capítulos es narrado por el personaje que da título al álbum correspondiente. En 2014 se añadió una precuela.

## Argumento
Ken Games trata de la vida de sus tres protagonistas: Pierre (matemático), T.J. (banquero) y Anne (maestra). Amigos los dos primeros desde la universidad y pareja los dos últimos. La trama versa sobre las dobles vidas que sus protagonistas llevan así como la repercusión que esta tiene en su rutina y en la relación con los otros protagonistas.

## Creación y trayectoria editorial
José Robledo y Marcial Toledano concibieron inicialmente el relato como una historia corta, publicando en 2007 una primera historieta de presentación de la serie en el número 12 la revista "Dos veces breve".
En 2008 los dos autores firmaron un contrato con la editorial francesa Dargaud, encargándose Robledo del guion y Toledano de los dibujos. Los álbumes fueron publicados también por Diábolo, la cual los editó casi simultáneamente en España:
1. Pierre (Dargaud, 04/2009);
2. Feuille (Dargaud, 08/2009);
3. Ciseaux (Dargaud, 11/2010);

El segundo álbum está dedicado a Paul Newman, quien había fallecido poco antes y cuyas películas les habían influido grandemente.
Ya en 2014, Robledo y Toledano con Diábolo ediciones en España expandieron la trilogía con un n.º 0 de la historia, teniendo como protagonista a Louviers. Este álbum supone una precuela a la trilogía original, y cuenta la vida de Louviers como asesino a sueldo antes del comienzo de los hechos narrados en Ken Games 1.

## Reconocimientos
Ken Games fue nominada en 2010 a mejor álbum, guion y dibujo, en el Salón del cómic de Barcelona y a mejor álbum en Expocómic.